# オリヴィエ・グローグ
オリヴィエ・グローグ（Olivier Gloag）は、アメリカ合衆国の文学研究者。専門はフランス文学における植民地表象と20世紀のフランス文化史。

## 略歴
アメリカ合衆国ニューヨーク市で生まれ、フランスで育った。デューク大学でフレドリック・ジェイムソンに師事しDoctor of Philosophyの学位を取得。その後、ノースカロライナ大学アッシュビル校で講義を行っていた。学問の関心領域は歴史、文学、政治が交差するところで、フランスの植民地主義の過去と新植民地主義の現在とのあいだの複雑な関係に特に焦点を当てる。
英語とフランス語に堪能。多岐にわたる主題について、寄稿や講演、インタビューなどで精力的に活動している。
最新の著作は、英国オックスフォード大学出版局から出版された『アルベール・カミュ』（英語、未邦訳）とフランスのラ・ファブリック出版社から出版された『Oublier Camus』（フランス語）。フレドリック・ジェイムソンが序文を書いた後者は、2025年に邦訳の刊行が予定されている。

## 著作

### 単著
- (英語) Albert Camus, A Very Short Introduction. Very Short Introductions. Oxford University Press. (2020)
  - 『アルベール・カミュ』〈Very Short Introductionsシリーズ〉未邦訳 エラー: 日付が正しく記入されていません。（説明）。
- (フランス語) Oublier Camus. Préface de Fredric Jameson. La Fabrique. (2023)
  - 木岡さい 訳『カミュ　ふたつの顔』フレドリック・ジェイムソンによる序文、青土社、2025年 エラー: 日付が正しく記入されていません。（説明）。

### 共著
- “Sartre and Colonialism” (英語). The Sartrean Mind. Routledge. (2020). doi:10.4324/9781315100500

### 論文
- “Camus et les colonies:  à rebours de l'Histoire” (フランス語). Romance Notes (University of North Carolina at Chapel Hill for its Department of Romance Studies) 55 (1):  77-86. (January 2015). doi:10.1353/rmc.2015.0002.
- “Kamel Daoud, contre-enquête” (フランス語). AOC (AOC media). (February 12, 2025).